# Dekanat Gorzyce (diecezja sandomierska)
Dekanat Gorzyce – jeden z 25 dekanatów w rzymskokatolickiej diecezji sandomierskiej.

## Parafie
W skład dekanatu wchodzi 9 parafii:
- parafia Wniebowzięcia NMP – Chwałowice
- parafia św. Franciszka Salezego i św. Andrzeja Boboli – Gorzyce
- parafia św. Józefa Robotnika – Kotowa Wola
- parafia św. Zygmunta – Pniów
- parafia św. Jana Chrzciciela – Radomyśl nad Sanem
- parafia Świętej Rodziny – Trześń
- parafia NMP Królowej Polski – Wrzawy
- parafia św. Mikołaja – Zaleszany
- parafia Podwyższenia Krzyża Świętego – Zbydniów.

## Sąsiednie dekanaty
Sandomierz, Nowa Dęba, Stalowa Wola – Północ, Tarnobrzeg, Zaklików, Zawichost